# وزارة المجاهدين وذوي الحقوق (الجزائر)
وزارة المجاهدين وذوي الحقوق، هي إحدى وزارات الحكومة الجزائرية، تأسست سنة 1962 بعد استقلال الجزائر، مهامها متعلقة بضحايا ثورة التحرير الجزائرية، وعلى رأسهم المجاهد والشهيد وذوو الحقوق ومنح المنح للمعطوبين والضحايا المدنيين وضحايا المتفجرات، والحماية الاجتماعية، حماية كرامة المجاهد وذوي الحقوق وحماية الرموز التاريخية والثقافية.

## فروع الوزارة
- الإدارة المركزية
- المديريات الولائية للمجاهدين
- مراكز الراحة
- المتحف الوطني للمجاهد
- المركز الوطني لتجهيز المعطوبين
- المركز الوطني للبحث في الحركة الوطنية وثورة أول نوفمبر

## الوزراء منذ الاستقلال
| الترتيب                                                                         | الصورة | الاسم (الميلاد- الوفاة)           | تاريخ العهدة   | تاريخ العهدة    | الحكومة | ملاحظات |
| ------------------------------------------------------------------------------- | ------ | --------------------------------- | -------------- | --------------- | --- | --- |
| 1                                                                               |        | محمدي السعيد (1912 - 1994)        | 27 سبتمبر 1962 | 18 سبتمبر 1963  | حكومة بن بلة الأولى | أول من تقلد الوزارة بعد استقلال الجزائر حمل حقيبة وزير قدامى المحاربين المجاهدين وضحايا الحرب (السن عند تولي المنصب: 50 سنةً) |
| لا وجود للحقيبة الوزارية في حكومة بن بلة الثانية                                |        |                                   |                |                 | | |
| 2                                                                               |        | محمد الصغير نقاش (1918 - 2010)    | 2 ديسمبر 1964  | 19 يونيو 1965   | حكومة بن بلة الثالثة | وزير الصحة العمومية وقدماء المجاهدين والشؤون الاجتماعية (السن عند تولي المنصب: 46 سنةً)                                       |
| 3                                                                               |        | بوعلام بن حمودة (1933 - )         | 10 يوليو 1965  | 21 يوليو 1970   | حكومة بومدين الثانية | وزير قدماء المجاهدين (السن عند تولي المنصب: 32 سنةً)                                                                          |
| 4                                                                               |        | محمود قنز (1934 - 2005)           | 21 يوليو 1970  | 23 أبريل 1977   | حكومة بومدين الثالثة | وزير قدماء المجاهدين (السن عند تولي المنصب: 36 سنةً)                                                                          |
| 5                                                                               |        | محمد السعيد معزوزي (1924 - 2016)  | 23 أبريل 1977  | 8 مارس 1979     | حكومة بومدين الرابعة | وزير المجاهدين (السن عند تولي المنصب: 53 سنةً)                                                                                |
| 6                                                                               |        | محمد الشريف مساعدية (1924 - 2002) | 8 مارس 1979    | 15 يوليو 1980   | حكومة عبد الغاني الأولى | وزير المجاهدين (السن عند تولي المنصب: 55 سنةً)                                                                                |
| 7                                                                               |        | جلول بختي نميش (1922 - 1992)      | 15 يوليو 1980  | 12 أبريل 1986   | حكومة عبد الغاني الثانية حكومة عبد الغاني الثالثة حكومة الإبراهيمي الأولى | وزير المجاهدين (السن عند تولي المنصب: 58 سنةً)                                                                                |
| 8                                                                               |        | محمد جغابة (1935 - )              | 12 أبريل 1986  | 9 سبتمبر 1989   | حكومة الإبراهيمي الأولى حكومة الإبراهيمي الثانية حكومة مرباح | وزير المجاهدين (السن عند تولي المنصب: 51 سنةً)                                                                                |
| لا وجود للحقيبة الوزارية في تشكيلة حكومة حمروش الأولى ثم في حكومة حمروش الثانية |        |                                   |                |                 | | |
| 9                                                                               |        | إبراهيم شيبوط (1927 - 2015)       | 18 يونيو 1991  | 11 أبريل 1994   | حكومة غزالي الأولى حكومة غزالي الثانية حكومة غزالي الثالثة حكومة عبد السلام حكومة مالك | وزير المجاهدين (السن عند تولي المنصب: 64 سنةً)                                                                                |
| 10                                                                              |        | السعيد عبادو (1935 - 2019)        | 15 أبريل 1994  | 23 ديسمبر 1999  | حكومة سيفي الأولى حكومة سيفي الثانية حكومة أويحيى الأولى حكومة أويحيى الثانية حكومة حمداني | وزير المجاهدين (السن عند تولي المنصب: 59 سنةً)                                                                                |
| 11                                                                              |        | محمد الشريف عباس (1936 -)         | 23 ديسمبر 1999 | 5 مايو 2014     | حكومة بن بيتور حكومة بن فليس الأولى حكومة بن فليس الثانية حكومة أويحيى الثالثة حكومة أويحيى الرابعة حكومة أويحيى الخامسة حكومة بلخادم الأولى حكومة بلخادم الثانية حكومة أويحيى السادسة حكومة أويحيى السابعة حكومة أويحيى الثامنة حكومة أويحيى التاسعة حكومة سلال الأولى حكومة سلال الثانية | وزير المجاهدين (السن عند تولي المنصب: 63 سنةً)                                                                                |
| 12                                                                              |        | الطيب زيتوني (1956 -)             | 5 ماي 2014     | 7 يوليو 2021    | حكومة سلال الثالثة حكومة سلال الرابعة حكومة سلال الخامسة حكومة تبون حكومة أويحيى العاشرة حكومة بدوي حكومة جراد الأولى حكومة جراد الثانية حكومة جراد الثالثة | وزير المجاهدين (السن عند تولي المنصب: 58 سنةً)                                                                                |
| 13                                                                              |        | العيد لبيقة ( -)                  | 7 يوليو 2021   | مازال في المنصب | حكومة بن عبد الرحمان | |

### مواضيع ذات صلة
- المنظمة الوطنية للمجاهدين الجزائرية
- المنظمة الوطنية لأبناء الشهداء
- المنظمة الوطنية لأبناء المجاهدين
- يوم المجاهد
- المتحف الوطني للمجاهد
- يوم الشهيد
- عيد استقلال الجزائر
- ثورة التحرير الجزائرية

## وصلات خارجية
- الموقع الرسمي لوزارة المجاهدين